# River Finniss
River Finniss är ett vattendrag i Australien. Det ligger i delstaten South Australia, omkring 68 kilometer söder om delstatshuvudstaden Adelaide. River Finniss ligger på ön Hindmarsh Island.
Trakten runt River Finniss består till största delen av jordbruksmark. Runt River Finniss är det glesbefolkat, med 8 invånare per kvadratkilometer. Genomsnittlig årsnederbörd är 766 millimeter. Den regnigaste månaden är juni, med i genomsnitt 142 mm nederbörd, och den torraste är december, med 22 mm nederbörd.